# Castroviejoa
Castroviejoa là một chi thực vật có hoa trong họ Cúc (Asteraceae).

## Loài
Chi Castroviejoa gồm các loài: